# Vuurtoren van Noordwijk aan Zee
De vuurtoren van Noordwijk aan Zee staat aan de Koningin Wilhelminaboulevard 34 bij het Vuurtorenplein in de Nederlandse plaats Noordwijk aan Zee. De vuurtoren heeft zes verdiepingen en een trap met 108 treden. De toren heeft een lichthoogte van ruim 33 meter en is gemaakt van baksteen en gewapend beton.
Op het Vuurtorenplein staat ook het monument 'Janus'. 

## Geschiedenis
Op dezelfde plek werden al in 1444 vuren gestookt ter oriëntatie voor de lokale visserij die na zonsondergang nog huiswaarts moesten keren. Het licht werd alleen ontstoken als er vissers op zee waren. In de 19e eeuw werd een houten stellage gebouwd die in 1854 werd vervangen door een stenen torentje. Dit licht werd in 1913 afgebroken.
De toren in zijn huidige vorm werd van 1921 tot 1922 gebouwd als verkenningslicht voor de scheepvaart. Het ontwerp kwam van Otto Jelsma, tevens ontwerper van de vuurtoren van Harlingen, en de bouw werd verzorgd door Van Splunder & Zn. Op 1 augustus 1923 werd het licht voor het eerst ontstoken en liep het hele dorp uit.
Circa tien jaar later werd om het doorlekken van water te voorkomen een witte pleisterlaag aangebracht. Dick van Dee was de laatste Noordwijkse vuurtorenwachter (1954-1986). Hierna was de toren onbemand. De vuurtoren is sinds 1980 een rijksmonument en zal binnenkort toegankelijk zijn voor het publiek. Het beheer is in handen van de Stichting Kurt Carlsen.
In 2004 onderging de toren een restauratie waarbij hij opnieuw wit werd geschilderd en de ramen, ruiten van lichthuis en de koepel werden gekit. In 2017 werd de toren opnieuw gerestaureerd. Toen werden alle overbodige antennes verwijderd.
De KNRM gebruikt deze vuurtoren voor communicatie. Sinds 2002 wordt tijdens evenementen de vuurtoren gebruikt door zendamateurs met de roepletters PG6N. Jaarlijks wordt wereldwijd door zendamateurs het "International Lighthouse and Lightship Weekend" georganiseerd gedurende het derde weekeinde van augustus.

## Licht
Het lichtkarakteristiek is drie onderbrekingen per 20 seconden. Het licht heeft een sterkte van 38.000 cd en een zichtbaarheid van 18 zeemijl (33 km).

De lichtkarakteristiek is: Oc(3)W20s33m18M

## Foto's

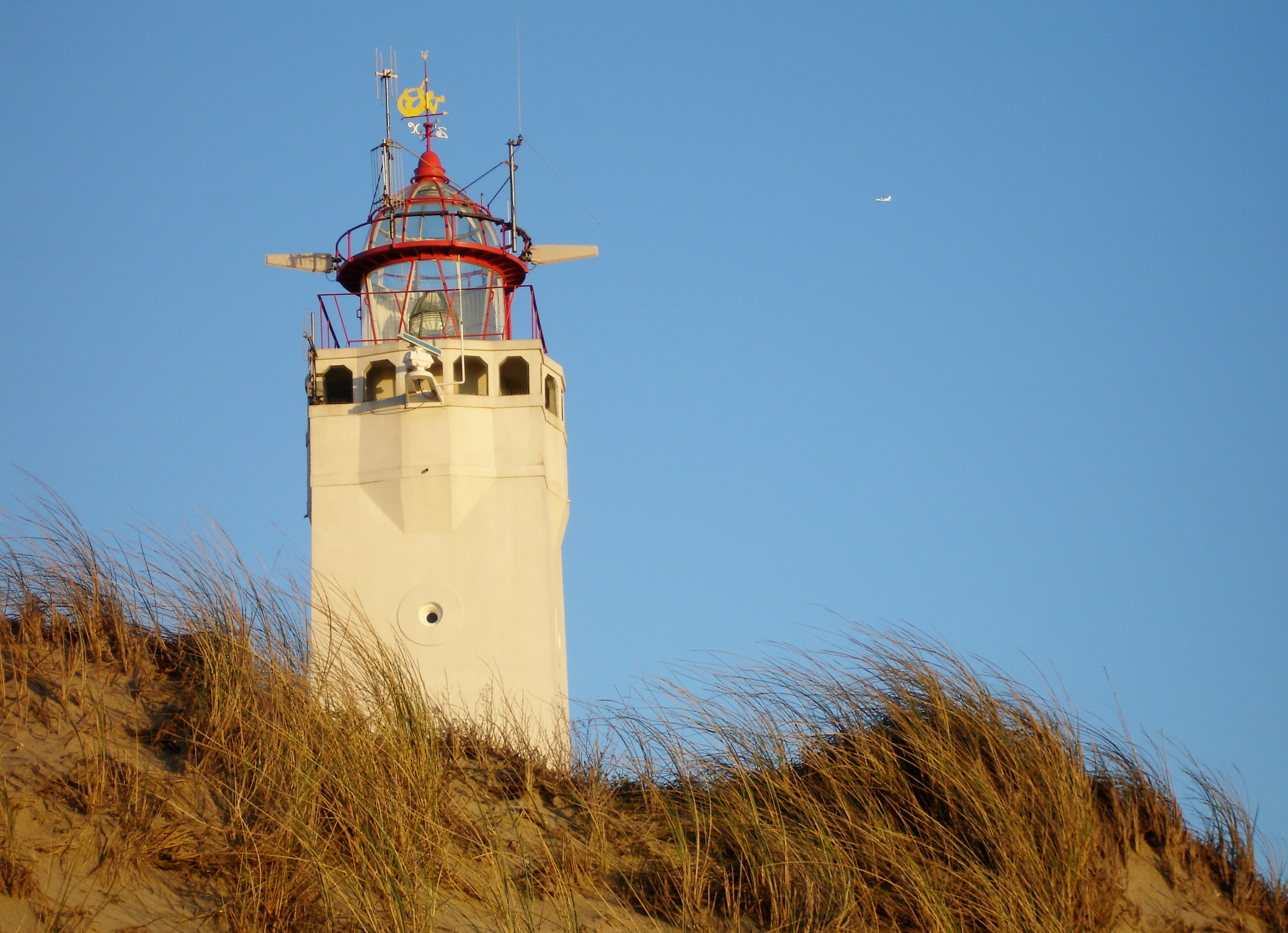
Vanaf het strand
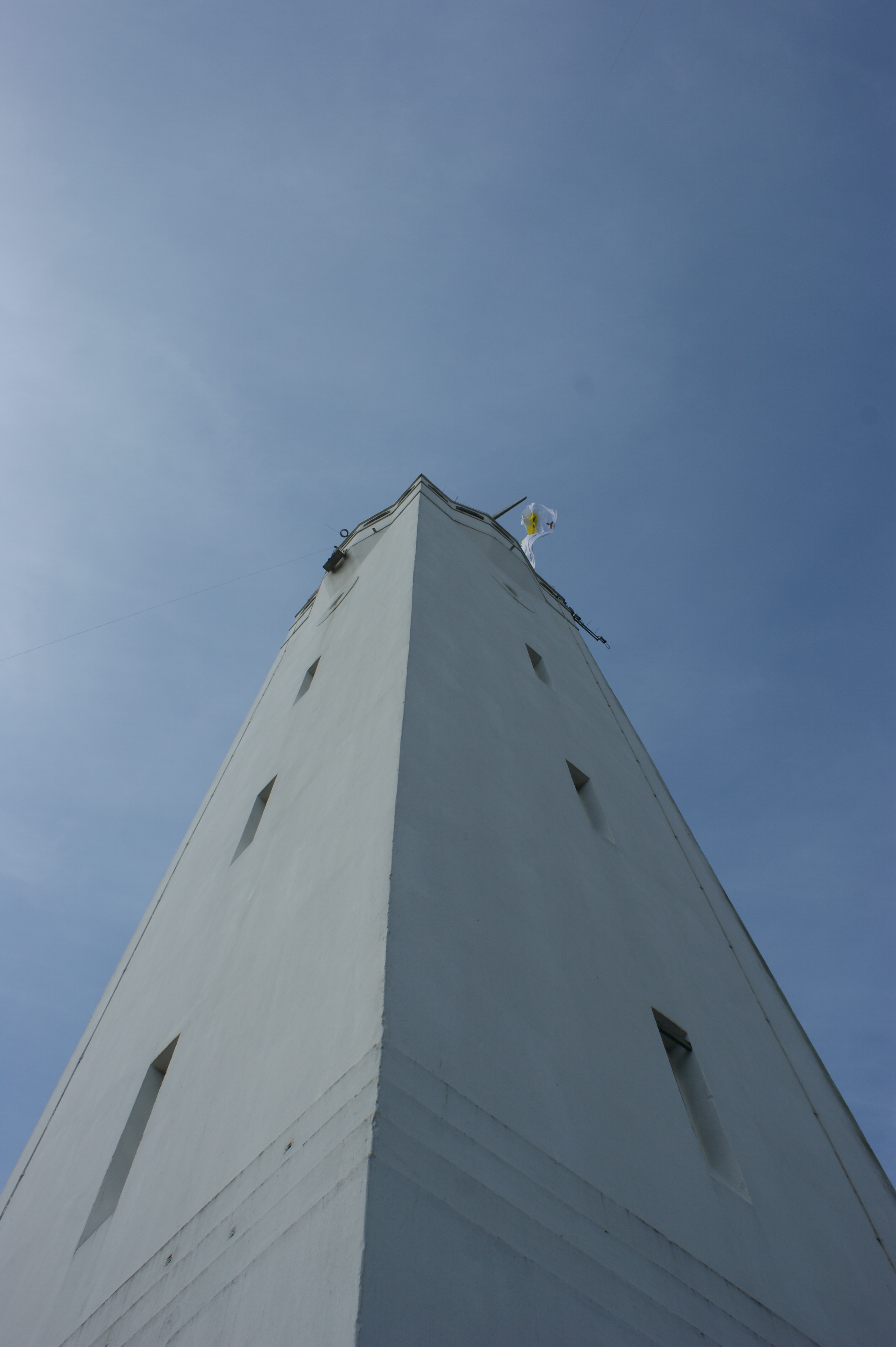
Achterkant en zijkant
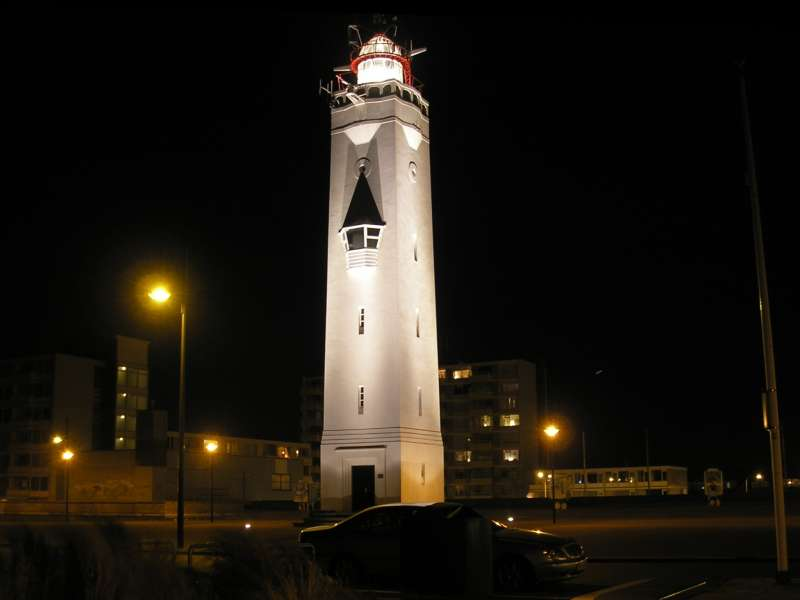
Voorkant van de vuurtoren
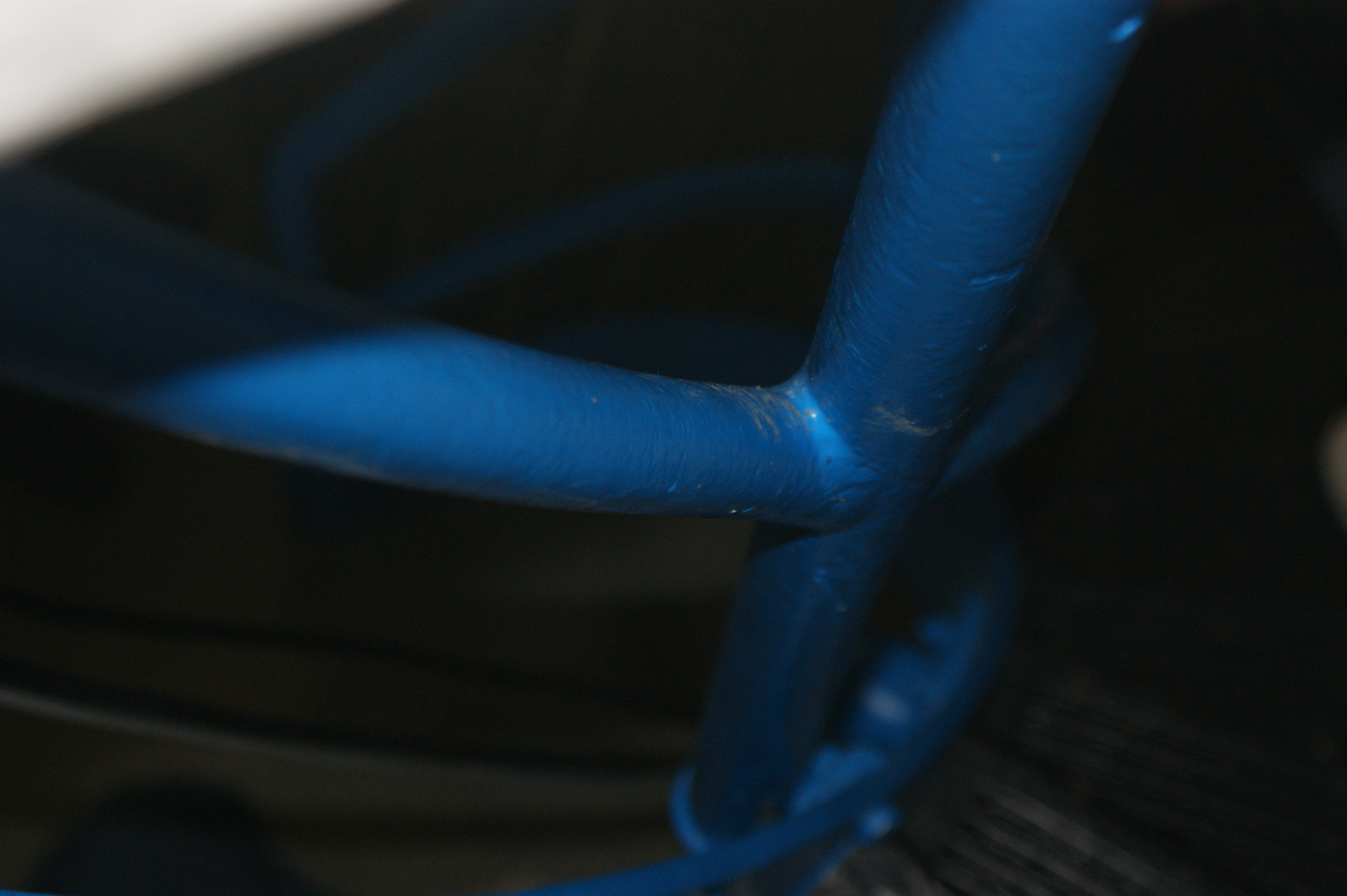
Trap
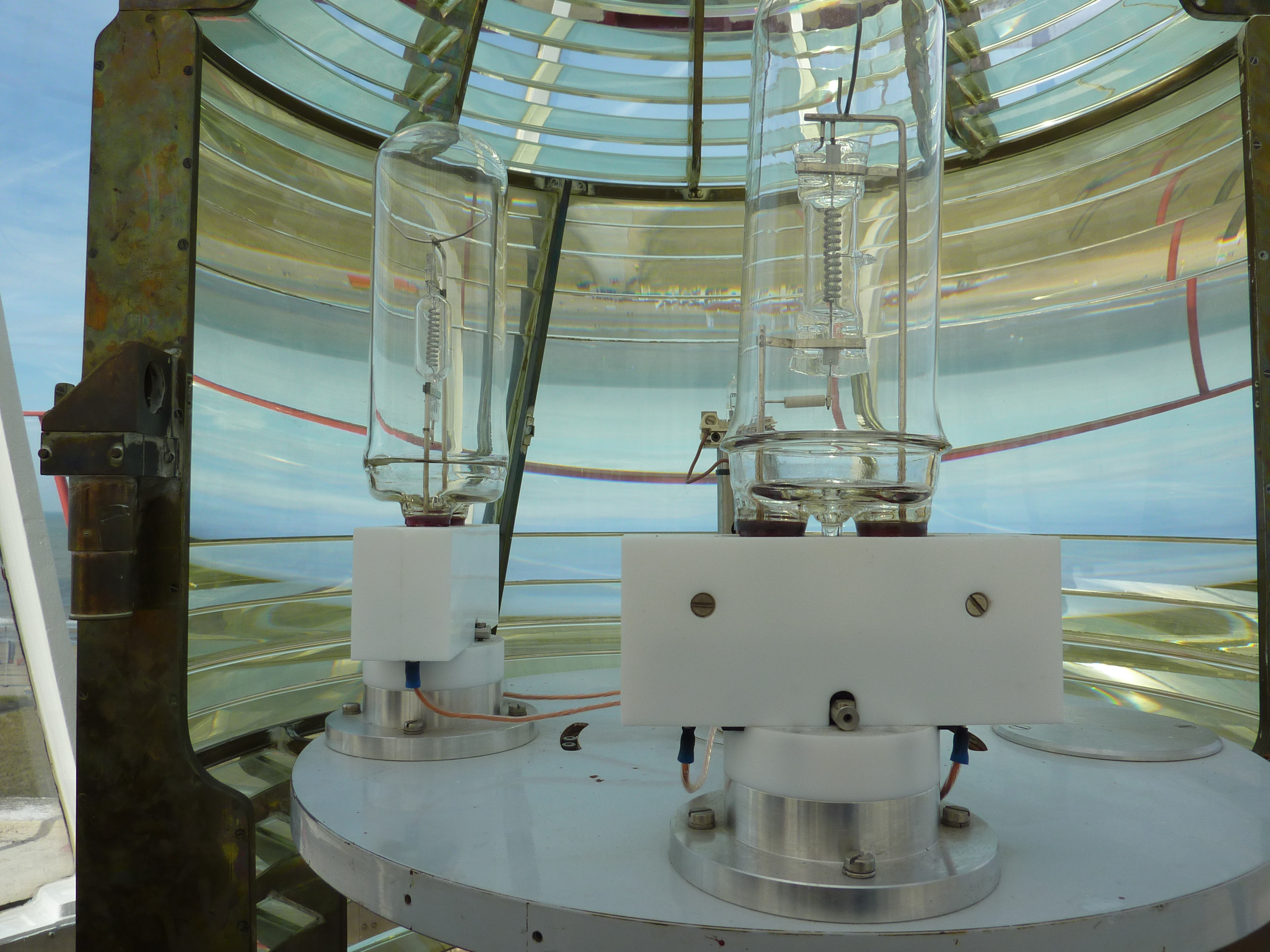
Objectief
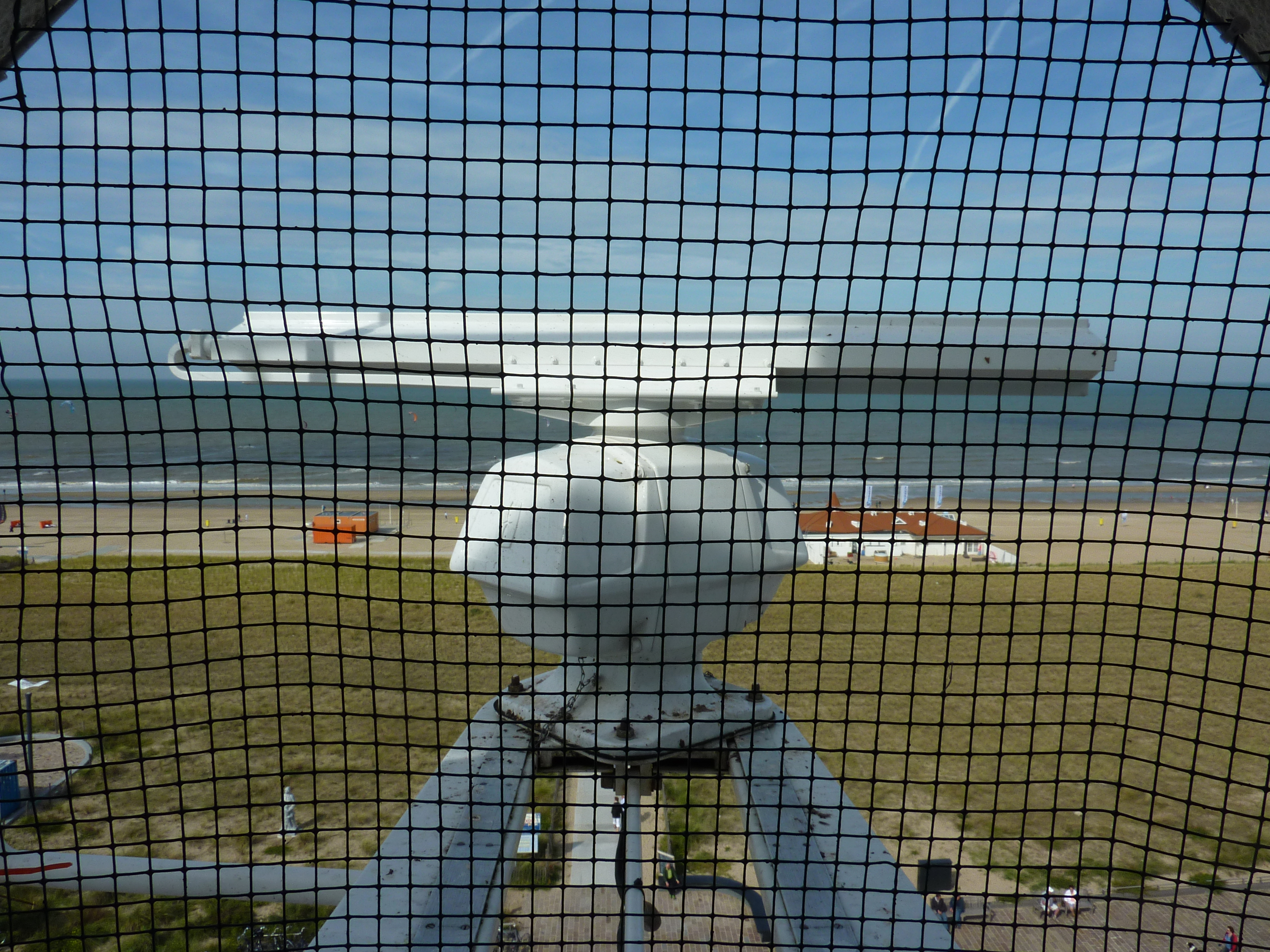
Radar
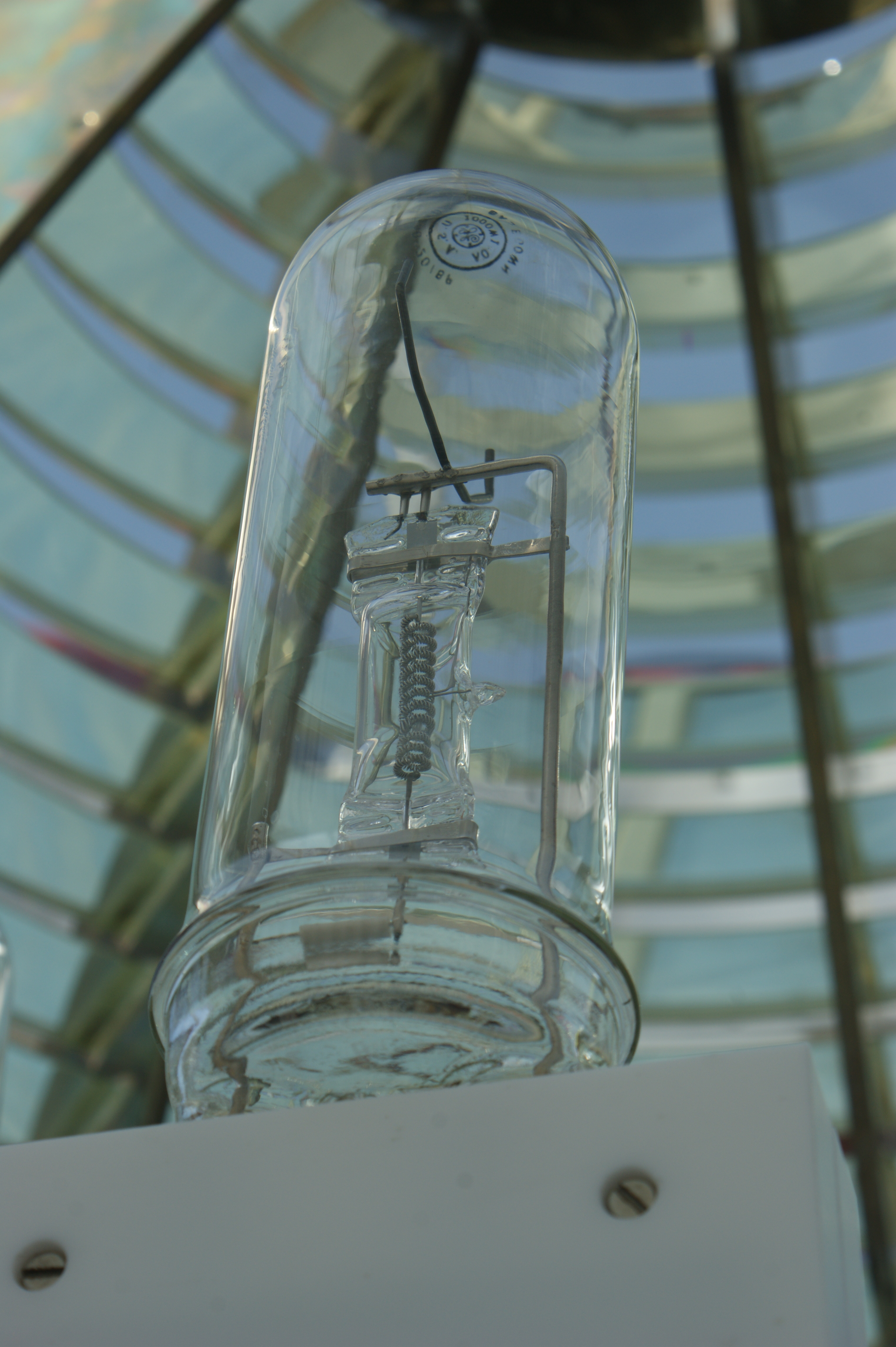
Lamp
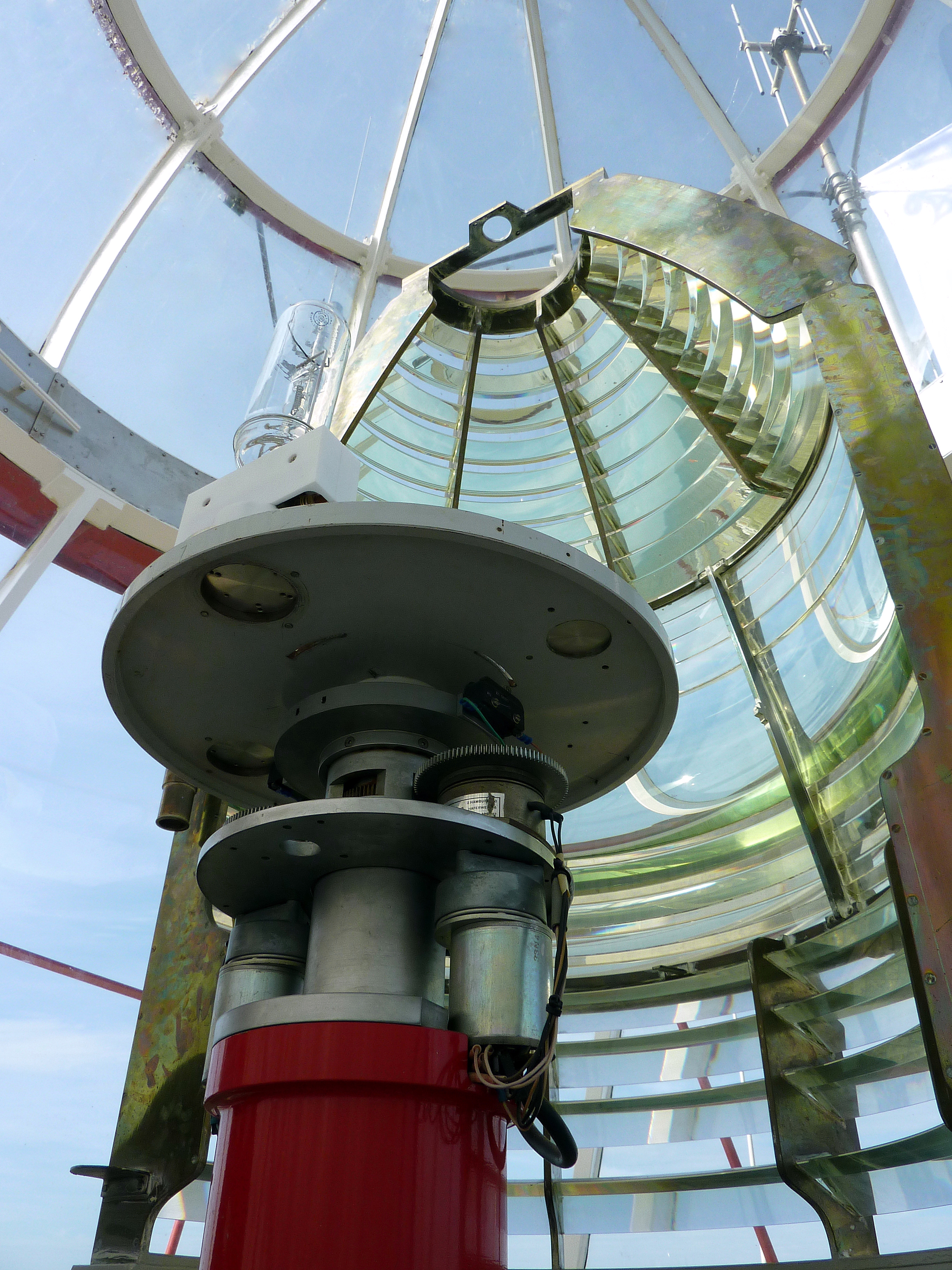
Lamp
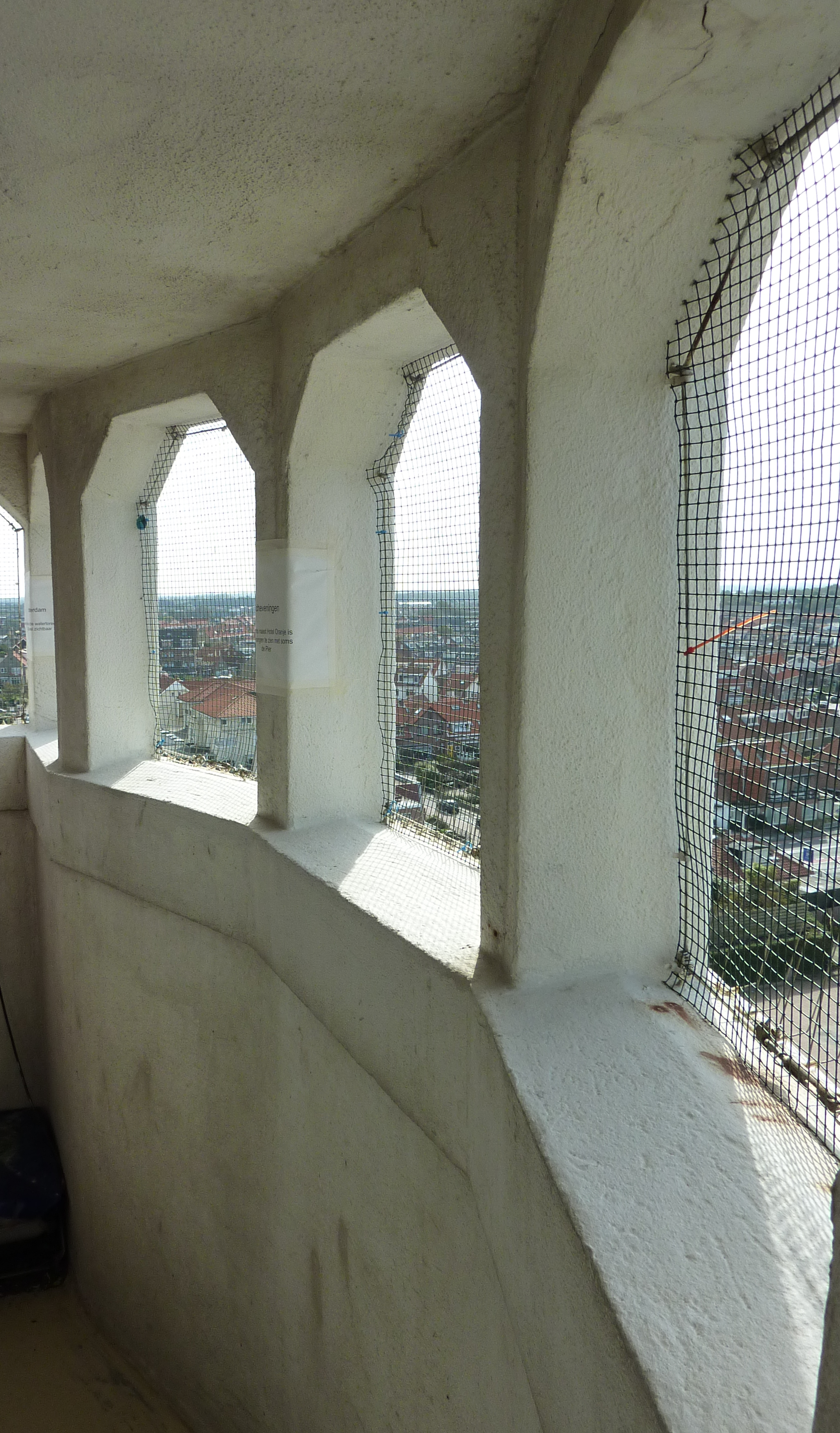
Uitzichtpunt
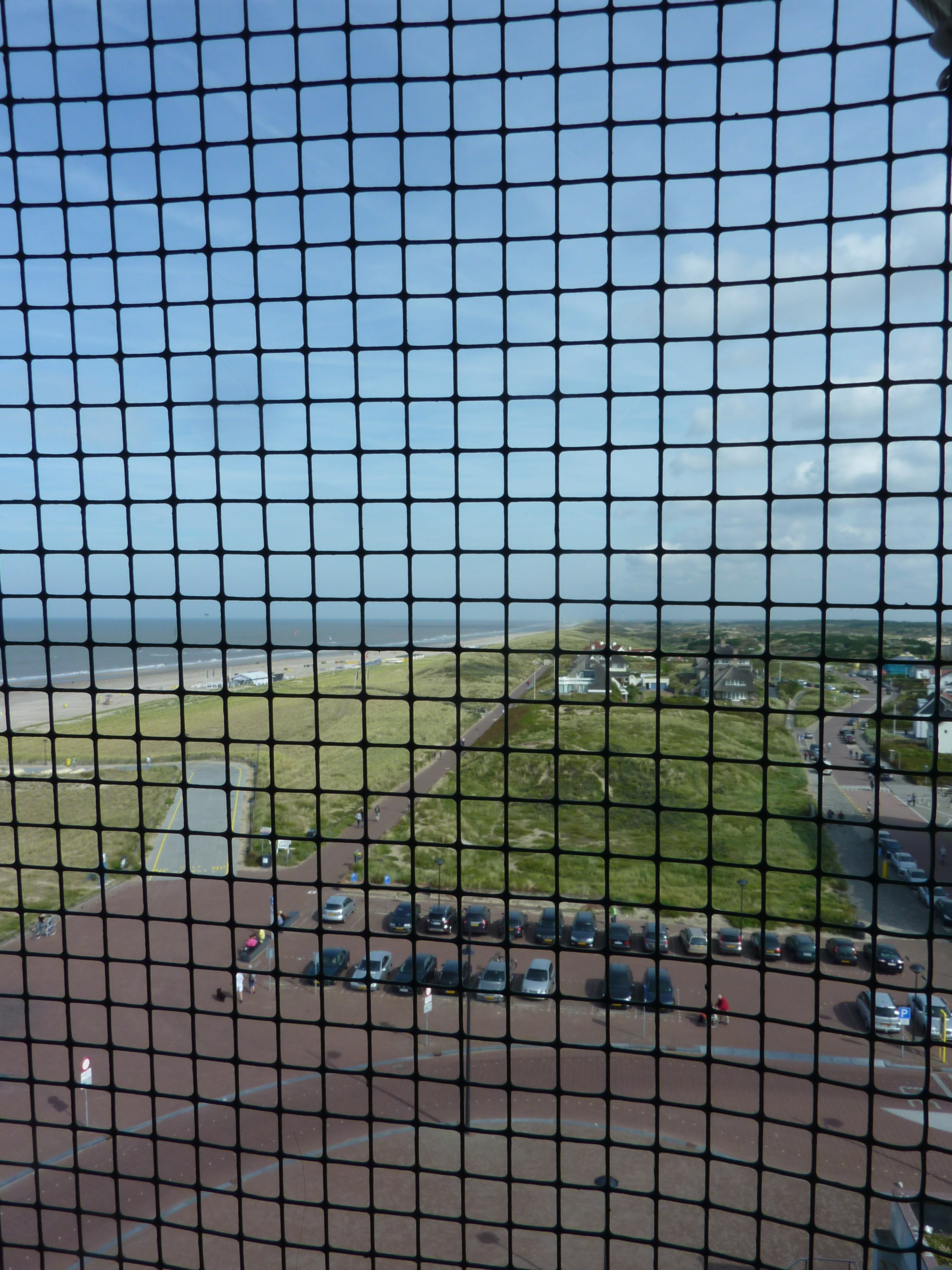
Uitzicht naar het noorden vanaf de vuurtoren
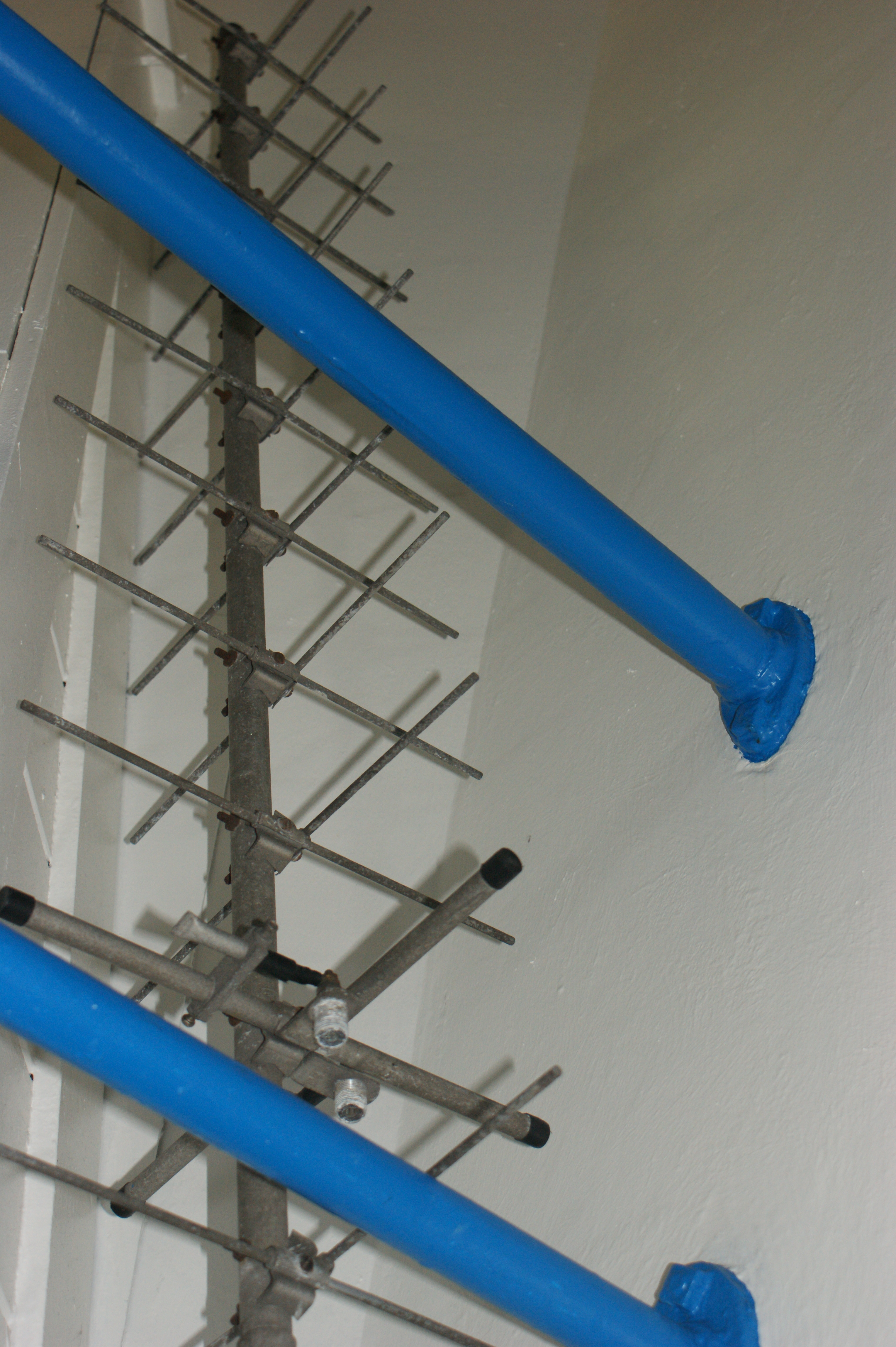
Antenne
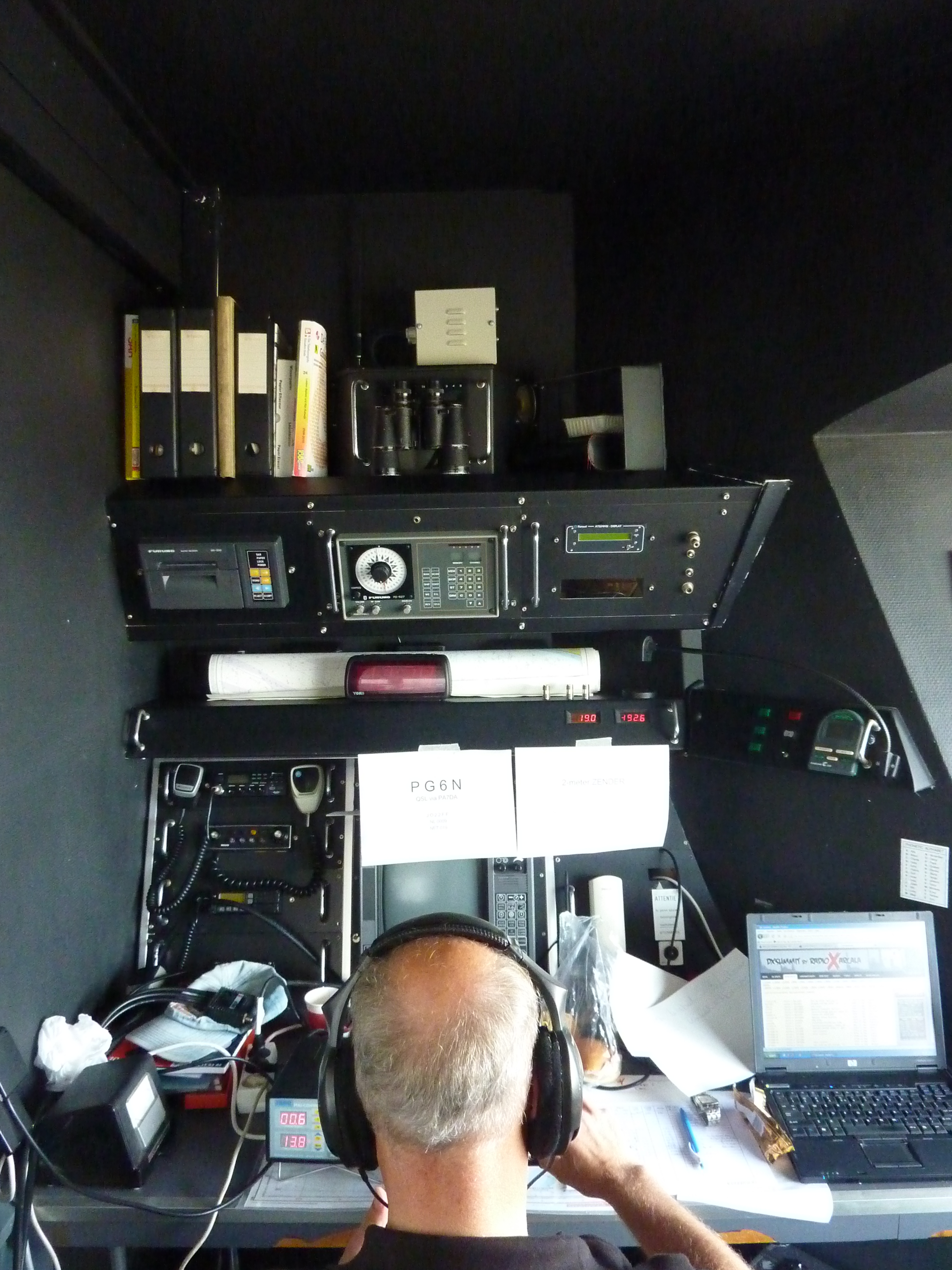
Vuurtoren bemand tijdens de Open Monumentendag
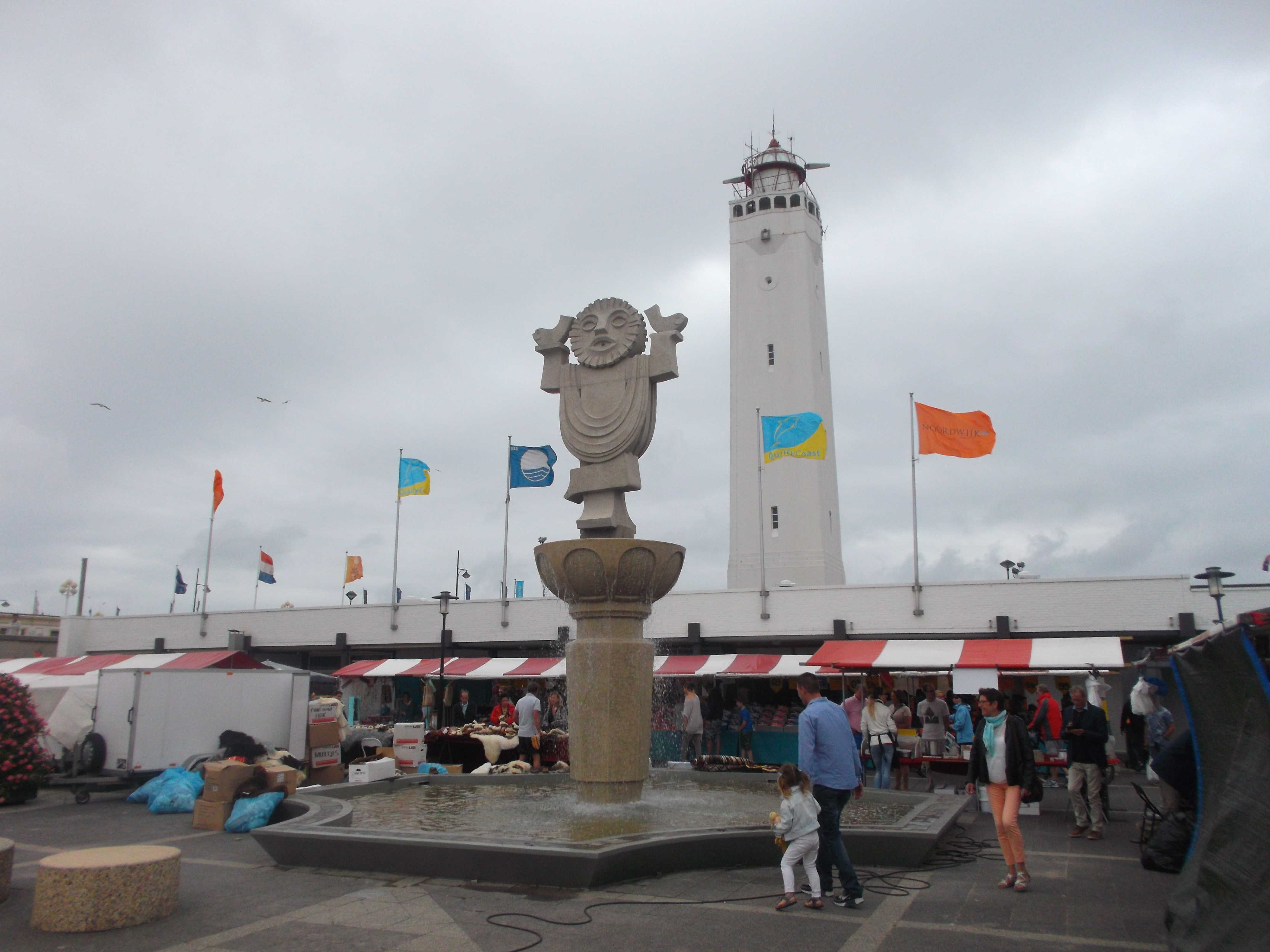
Werkende fontein "Janus" op Vuurtorenplein met vuurtoren

## Trivia
Op maandagmiddag 5 oktober 2020 werd de vuurtoren getroffen door de bliksem, met schade aan de lampen, computers en wifi-netwerken.